# Твардогура (гмина)
Твардогура (пол. Twardogóra) — городско-сельская гмина (волость) в Польше, входит как административная единица в Олесницкий повет, Нижнесилезское воеводство. Население — 12 878 человек (на 2004 год).

## Демография
| Перепись                       | Всего   | Всего | Женщины | Женщины | Мужчины | Мужчины |
| ------------------------------ | ------- | ----- | ------- | ------- | ------- | ------- |
| Единицы                        | человек | %     | человек | %       | человек | %       |
| Население                      | 12 878  | 100   | 6476    | 50,3    | 6402    | 49,7    |
| Плотность населения (чел./км²) | 76,7    | 76,7  | 38,5    | 38,5    | 38,1    | 38,1    |

## Сельские округа
1. Буковинка
2. Хелстув
3. Хелстувек
4. Домброва
5. Домаславице
6. Дронгув
7. Дрогошовице
8. Дрозьдзенцин
9. Голя-Велька
10. Гощ
11. Грабовно-Мале
12. Грабовно-Вельке
13. Лазиско
14. Мошице
15. Нова-Весь-Гощаньска
16. Ольшувка
17. Сондрожыце
18. Соснувка

## Поселения
1. Бендзин
2. Бродовце
3. Бжезина
4. Чтеры-Халупы
5. Чвурка
6. Дронгувек
7. Голя-Мала
8. Грабек
9. Езоро
10. Колёня
11. Кузня-Гощаньска
12. Кузница-Гощаньска
13. Лёрки-Колёня
14. Пайенчак
15. Порембы
16. Пусткове
17. Щодрак
18. Свиняры
19. Троска
20. Тши-Халупы
21. Весулка
22. Закшув

## Соседние гмины
1. Гмина Доброшице
2. Гмина Кроснице
3. Гмина Мендзыбуж
4. Гмина Олесница
5. Гмина Сосне
6. Гмина Сыцув